# اچ‌ام‌اس پینهام (ام۲۷۱۹)
اچ‌ام‌اس پینهام (ام۲۷۱۹) (به انگلیسی: HMS Pineham (M2719)) یک کشتی بود. این کشتی در سال ۱۹۵۵ ساخته شد.